# Emanuel List
Emanuel List, właśc. Emanuel Fleissig (ur. 22 marca 1888 w Wiedniu, zm. 21 czerwca 1967 tamże) – austriacki śpiewak operowy pochodzenia żydowskiego, bas.

## Życiorys
Pochodził z rodziny krawców. Jako dziecko był chórzystą w Theater an der Wien. Po krótkich studiach muzycznych został członkiem objazdowego komicznego kwartetu wokalnego. Po wybuchu I wojny światowej wyjechał do Stanów Zjednoczonych, gdzie występował w wodewilach. W Nowym Jorku odbył dalsze studia muzyczne i w 1920 roku wrócił do Austrii, gdzie debiutował w 1922 roku na scenie wiedeńskiej Volksoper jako Mefistofeles w Fauście Charles’a Gounoda. W kolejnych latach występował w Berlinie w Städtische Oper (1923–1925) i Staatsoper (1925–1933). W 1933 roku wystąpił na festiwalu w Bayreuth, gdzie wcielił się w role Fafnera, Hundinga i Hagena w cyklu Pierścień Nibelunga. Po dojściu do władzy nazistów w 1933 roku opuścił Niemcy i ponownie wyjechał do Stanów Zjednoczonych. W 1933 roku jako Landgraf w Tannhäuserze debiutował na deskach nowojorskiej Metropolitan Opera, z którą związany był do 1950 roku, występując w głównych rolach wagnerowskich. Zasłynął także jako odtwórca roli Barona Ochsa w Kawalerze srebrnej róży. W 1950 roku powrócił do Europy, gdzie występował w Berlinie Zachodnim. W 1952 roku zakończył karierę sceniczną i wrócił do Austrii.